# Апричард, Норман
Уи́льям Но́рман Макко́рт Апри́чард (англ. William Norman McCourt Uprichard; 20 апреля 1928, Северная Ирландия — 31 января 2011, Брайтон, Юго-Восточная Англия) — североирландский футболист, играл на позиции вратаря. Участник чемпионата мира по футболу 1958 года.

## Биография

### Клубная карьера
Апричард в юности занимался футболом и параллельно играл в гэльский футбол. Он подписал контракт с клубом «Гленавон», из-за чего затем был дисквалифицирован пожизненно и лишён своей медали. Правила гэльской ассоциации запрещали взрослым членам играть и смотреть так называемые «иностранные игры». Апричард сосредоточился на футбольной карьере и играл на позиции крайнего нападающего, но в одном из матчей ему пришлось стать вратарём и он отразил два пенальти. После этого он окончательно стал играть на позиции вратаря.
В марте 1947 года перешёл в «Лисберн Дистиллери», в котором был дублёром основного голкипера Билли Смита. Отыграв один сезон, в июне 1948 года перешёл в лондонский «Арсенал». Сумма этого трансфера составила 1800 фунтов стерлингов. В составе «канониров» Апричард так и не заиграл, проиграв конкуренцию в основе Джорджу Суиндину и Теду Плэтту.
В ноябре 1949 года перешёл в клуб Третьего южного дивизиона «Суиндон Таун». В составе «зарянок» он стал основным вратарём и отыграл три сезона. В ноябре 1952 года перешёл в клуб Первого дивизиона «Портсмут» — сумма трансфера составила 6000 фунтов стерлингов. В составе «помпи» Апричард стал основным вратарём, но его самоотверженная игра приводила к его травмам. Из-за сломанных пальцев он пропустил большую часть сезона 1953/1954 и следующие четыре с половиной сезона стал основным вратарём «помпи». Летом 1959 года покинул «Портсмут» и перешёл в клуб Третьего дивизиона «Саутенд Юнайтед», в котором отыграл один сезон.
Затем он играл за «Гастингс Юнайтед» и «Рамсгит Атлетик» и завершил карьеру.

### Карьера в сборной
Дебютировал за сборную Северной Ирландии 6 октября 1951 года в матче против сборной Шотландии — Северная Ирландия проиграла тот матч со счётом 0:3.
В составе сборной Северной Ирландии принимал участие на чемпионате мира по футболу 1958 года, где сыграл в одном матче — переигровке против сборной Чехословакии. Матч завершился победой Северной Ирландии со счётом 2:1. В том матче он получил травму руки и подвернул лодыжку и несмотря на страшные боли продолжил играть, поскольку в то время замены не разрешались. Всего за сборную Северной Ирландии сыграл 18 матчей.

### Смерть
Скончался 31 января 2011 года в возрасте 82 лет.